# حافريات المولد
حافريات المولد (الاسم العلمي: Onygenales)، هي رتبة فطريات من طائفة العوفنيات وفرقة فطريات زقية. ويقدر أن آخر سلف مشترك للرتبة عاش قبل 150 مليون سنة.